# Lepidoblepharis montecanoensis
Lepidoblepharis montecanoensis är en ödleart som beskrevs av  Markezich och TAPHORN 1994. Lepidoblepharis montecanoensis ingår i släktet Lepidoblepharis och familjen geckoödlor. IUCN kategoriserar arten globalt som otillräckligt studerad. Inga underarter finns listade i Catalogue of Life.